# Galium pendulum
Galium pendulum är en måreväxtart som beskrevs av Jesse More Greenman. Galium pendulum ingår i släktet måror, och familjen måreväxter. Inga underarter finns listade i Catalogue of Life.